# ダッソー nEUROn
ダッソー nEUROn
2013年パリ航空ショーで公開されたnEUROn
- 用途：無人戦闘攻撃機
- 分類：UCAV
- 製造者：ダッソー
- 初飛行：2012年12月1日
- 運用状況：開発中

ダッソー nEUROn(Dassault nEUROn:ダッソー ニューロン)は、フランスの航空機メーカーダッソー社が中心となって開発を進めている、ヨーロッパ初のUCAV。仏ダッソー社のほか、スウェーデン・イタリア・スペイン・ギリシャ・スイスの大陸ヨーロッパ5ヶ国から5社が開発計画に参加している。

## 概要
2003年にダッソー社はパリ航空ショーにおいてnEUROnという名称のUCAVのローンチを発表し、2005年6月のパリ航空ショーではダッソー社から実物大モックアップが公開された。nEUROnは、ヨーロッパ初の大型ステルス無人航空機としてフランスが主体となって計画を進めており、フランスの専門機関であるDGAが定めたガイドラインに従ってダッソー社はヨーロッパのパートナーに対して、50%の作業シェアを渡すことになっている。これを達成するためにダッソー社は経験と技術、競争力にポイントを置いてパートナー選定を進め、DGAではnEUROn計画への参加を希望する国は資金面でも寄与しなければならないと定め、「地域的な利益」に関する制約は、より柔軟性を持たせるために定められなかった。
こうした条件を含めて、ヨーロッパ諸国内では政府レベルや産業界レベルなどで様々な話し合いが行われ、nEUROn計画にスウェーデンのSAAB社、ギリシャのヘレニック・エアロスペース・インダストリー社、スペインのEADS CASA社、スイスのRUAG社、イタリアのアレニア・アエロナウティカ社が参加することとなり、ダッソー社を含め、各社の担当は以下のように決められた。
- ダッソー:システムの設計とアーキテクチャー、飛行操縦システム、最終組み立て、地上試験、飛行試験
- SAAB:全体設計、胴体装備品、電子機器、燃料システム、飛行試験の一部
- ヘレニック・エアロスペース・インダストリー:後部胴体、排気口パイプ、試験リグ
- EADS CASA:主翼に関する経験の提供、地上試験ステーション、データリンク統合
- RUAG:風洞試験、兵装インターフェイス
- アレニア・アエロナウティカ:内蔵式兵器倉、電源システムの設計と製造、エア・データ・システム、飛行試験

nEUROnは2010年に技術デモンストレーターを初飛行させる計画で開発が行われ、このデモンストレーターでは、空対地ミッションを遂行でき、ネットワーク・セントリック作戦に組み込むこと、ステルス性を持つ設計の実証、厳しいテンポの制約下で、機内兵器倉から兵器を投下することが目標とされている。また、ダッソー社ではデモンストレーターが実証するシナリオとして、空対地音速ミッション、機内兵器倉からの空対地兵器の投下、試験レンジ空域参入を予定している。
nEUROn計画において、2008年現在定められ、また進められている主要なマイルストーンは、ヨーロッパの企業間で作業パッケージに関する各種の了解覚書を締結、作業チームは技術デモンストレーターの概念確定と適合性研究を開始し、2010年の初飛行と研究を行う専門機関への引き渡しを定めている。これに伴い、2008年6月30日にダッソー社はスケール実験機であるAVE-Dによる初の自動運行飛行を成功させている。
また、2009年4月にはSAAB社からnEUROn計画の進展状況についての発表が行われ、AVE-Dによる各種試験が終了し、2009年から胴体部分の製造がスウェーデンのリンチェピングにあるSAAB社の工場で行われることになっており、デモンストレーターの初飛行は当初予定した2010年から2012年に延長され、12月1日に仏軍基地で初飛行が行われた。
2016年6月4日にフランス南部イストルでnEUROnと戦闘機のラファールと旅客機のファルコン 8Xの編隊飛行が披露された。

## 性能諸元
データ:

### 一般的な特徴
- 乗組員:0
- 全長:9.5メートル (31 ft)
- 翼幅:12.5メートル (41 ft)
- 空虚重量:4,900キログラム (10,800 lb)
- 総重量:7,000キログラム (15,000 lb)
- エンジン:ロールス・ロイス・チュルボメカ アドーア（推力:40 kN (8,990 lbf)）x1

### パフォーマンス
- 最高速度:980キロメートル毎時 (610 mph)
- 実用上昇限度:14,000メートル (46,000 ft)

### 武装
- 誘導爆弾 230キログラム (510 lb) x 2

## 参考資料
- Jウイング No.85 2005年9月号「青木謙知の世界航空研究所」